# Pennsylvania State University Men's Volleyball
La Pennsylvania State University Men's Volleyball è la squadra di pallavolo maschile appartenente alla Pennsylvania State University, avente sede a State College e militante nella NCAA Division I.

## Storia
La squadra di pallavolo maschile della Pennsylvania State University Men's Volleyball viene fondata nel 1977, aderendo subito alla NCAA Division I. Il primo allenatore del programma è Tom Tait, che guida il programma nelle sue prime tredici stagioni. Nella stagione 1981 i Nittany Lions vincono il primo titolo di conference della propria storia, ottenendo la prima qualificazione alla Final Four, dove tuttavia escono subito sconfitti in semifinale contro la University of Southern California, per poi aggiudicarsi la finale per il terzo posto contro l'Ohio State University; per i Nittany Lions Ahmet Ozcam fa parte dell'All-Tournament Team.
Nella stagione successiva la seconda vittoria del titolo di conference vale la seconda qualificazione alla post-season: in semifinale ci sono ancora una volta i Trojans della University of Southern California, superati in cinque set, raggiungendo così per la prima volta la finale, dove però Penn State cede nettamente in tre set alla University of California, Los Angeles; Steve Hunkins e Jeff Johnson sono inseriti nel sestetto ideale del torneo. Va nuovamente male nel 1983, con la sconfitta contro la Pepperdine University in semifinale e contro l'Ohio State University nella finale per il terzo posto.
I Nittany Lions tornano a giocare la Final Four nella Division I NCAA 1986, dove però perdono in semifinale contro la Pepperdine University, per poi vincere la finale per il terzo posto contro l'Ohio State University; Chris Chase è l'unico giocatore del programma a far parte dell'All-Tournament Team. Lo scenario si ripete anche nel torneo successivo con la sconfitta in semifinale contro la University of Southern California e la successiva vittoria della finale di consolazione, nuovamente contro i Buckeyes dell'Ohio State University; in questa occasione Chris Chase, per il secondo anno consecutivo, e Javier Gaspar fanno parte del sestetto ideale.
Dopo l'ennesimo titolo di conference nella prima delle sei stagioni con alla guida coach Tom Peterson, i Nittany Lions raggiungono ancora una voltala Final Fuor nella stagione 1989, dovendosi arrendere ancora una volta in semifinale agli UCLA Bruins, per poi vincere la finalina contro la Ball State University; il solito Chris Chase fa parte per la terza volta in carriera dell'All-Tournament Team.
Dal 1991 al 1997 i Nittany Lions dominano la propria conference, ma trovano alterne fortune in Final Four. Nella stagione 1991 perde prima in semifinale contro la California State University, Long Beach e poi in finale per il terzo posto dalla Indiana University – Purdue University Fort Wayne. Nella stagione successiva va poco meglio con la sconfitta in semifinale ad opera dei Waves della Pepperdine University e con la vittoria nella finale terzo posto, che vede i Nittany Lions prendersi la rivincita contro i Mastodons della Indiana University – Purdue University Fort Wayne; David Muir viene inserito nell'All-Tournament Team del torneo. Al terzo posto si conclude anche il campionato 1993: dopo aver ceduto in semifinale alla California State University, Northridge, il programma vince nuovamente la finalina contro l'Ohio State University.
Nella Division I NCAA 1994 i Nittany Lions eliminano in quattro la Ball State University in semifinale, qualificandosi per la seconda volta nella loro storia alla finale NCAA: nella partita decisiva vincono contro UCLA in cinque set, conquistando il primo titolo NCAA della propria storia; Ramon Hernandez è il Most Outstanding Player della Final Four, mentre Byron Schneider ed Ed Josefoski sono componenti del sestetto ideale. Nell'edizione successiva il programma viene affidato a Mark Pavlik e supera la University of Hawaii at Manoa, centrando la seconda finale consecutiva, che è anche la terza in totale, ma cede in tre set ai Bruins nella rivincita della finale precedente; l'unico componente dell'All-Tournament Team per la squadra è Iván Contreras.
Nel 1996 e nel 1997 la post-season termina in entrambe le occasioni in semifinale, rispettivamente contro la University of Hawaii at Manoa e la ; in entrambe le Final Four un giocatore del programma fa parte del sestetto ideale, si tratta prima di Kevin Hourican e poi di Iván Contreras.
Dal 1999 i Nittany Lions dominano la propria conference, vincendo ogni stagione il titolo EIVA. Per sette stagioni consecutive il cammino in post-season si interrompe in semifinale: in tre occasione il cammino si interrompe per mano della Brigham Young University, due sconfitte arrivano contro gli UCLA Bruins, mentre le due restanti semifinali vengono perse contro la University of Hawaii at Manoa e la California State University, Long Beach; diversi componenti dei Nittany Lions entrano a far parte dell'All-Tournament Team, come Jose Quinones e Carlos Guerra, entrambi premiati due volte, mentre un solo riconoscimento viene ricevuto da Keith Kowal e Alex Gutor.
Nella stagione 2006 il programma centra la sua quarta finale: dopo aver rifilato un secco 3-0 ai Mastodons, cedono col medesimo risultato alla University of California, Los Angeles; Dan O'Dell, Matt Proper e Nate Meerstein fanno parte del sestetto ideale. Dopo aver perso contro la semifinale della stagione successiva contro la University of California, Irvine, nella Division I NCAA 2008 arrivano la quinta finale ed il quinto titolo nella storia dei Nittany Lions, grazie ai due successi per 3-1 rispettivamente contro l'Ohio State University e la Pepperdine University; Matthew Anderson viene premiato come Most Outstanding Player, mentre Maxwell Holt, Luke Murray e Max Lipsitz fanno parte dell'All-Tournament Team.
Nel campionato 2009 la post-season termina in semifinale contro la University of Southern California, col solo Will Price inserito nel sestetto ideale. Nel campionato successivo i Nittany Lions sono ancora una volta finalisti, eliminando la California State University, Northridge in semifinale e cedendo poi in tre set nella gara decisiva alla Stanford University; Max Lipsitz, Will Price e Joseph Sunder sono membri del sestetto ideale.
Nelle tre stagioni successive i Nittany Lions non riescono più a superare le semifinali, superati in ordine cronologico dai Buckeyes dell'Ohio State University, dagli Anteaters della University of California, Irvine e dai Cougars della Brigham Young University.

## Palmarès
- NCAA Division I: 2

1994, 2008
- Eastern Intercollegiate Volleyball Association: 36

1972, 1976, 1981, 1982, 1983, 1986, 1987, 1989, 1991, 1992,
1993, 1994, 1995, 1996, 1997, 1999, 2000, 2001, 2002, 2003,
2004, 2005, 2006, 2007, 2008, 2009, 2010, 2011, 2012, 2013,
2014, 2015, 2017, 2021, 2023, 2024

## Allenatori
- 1977-1988: Tom Tait
- 1989-1994: Tom Peterson
- 1995-: Mark Pavlik